# Šajinovac (Dragaš)
Pour les articles homonymes, voir Šajinovac.
Shajnë en albanais et Šajinovac en serbe latin (en serbe cyrillique : Шајиновац) est une localité du Kosovo située dans la commune/municipalité de Dragash/Dragaš et dans le district de Prizren/Prizren. Selon le recensement de 2011, elle compte 1 069 habitants.
Selon le découpage administratif de la Serbie, la localité fait partie de la municipalité de Prizren.

## Démographie

### Évolution historique de la population dans la localité
| 1948 | 1953 | 1961 | 1971 | 1981  | 1991  | 2011  |
| ---- | ---- | ---- | ---- | ----- | ----- | ----- |
| 626  | 639  | 705  | 921  | 1 253 | 1 415 | 1 069 |

|  |

### Répartition de la population par nationalités (2011)
En 2011, les Albanais représentaient 99,91 % de la population.